# Macrocentrus nigridorsis
Macrocentrus nigridorsis är en stekelart som beskrevs av Henry Lorenz Viereck 1924. Macrocentrus nigridorsis ingår i släktet Macrocentrus och familjen bracksteklar. Inga underarter finns listade i Catalogue of Life.